# Volo TWA 843
Il volo TWA 843 era un volo di linea della Trans World Airlines tra l'Aeroporto Internazionale John F. Kennedy e l'Aeroporto Internazionale di San Francisco. Il 30 luglio 1992 durante il decollo il Lockheed L-1011 che operava il volo a causa di un errore del pilota e dal malfunzionamento di un sensore dell'AoA atterrò pesantemente sulla pista prendendo fuoco. Al termine delle operazioni di evacuazione non si contarono vittime.

## Aereo
Il velivolo coinvolto era un Lockheed L-1011 con numero di registrazione N11002 e S/N 1014 motorizzato con tre Rolls-Royce RB211-22B. Effettuò il primo volo nel 1972 e al momento dell'incidente aveva accumulato 49662 ore di volo e 19659 cicli. Il velivolo era stimato attorno ai 12/13 milioni di dollari.

## Il Volo
Il Lockheed venne autorizzato al rullaggio alle 17:25 dal controllo di terra. Alle 17:40 il velivolo era allineato sulla pista e ricevette l'autorizzazione al decollo. Alle 17:40:58 il comandante chiamò la V1 e 5 secondi più tardi la Vr. Otto secondi dopo la Vr il copilota avvertì il comandante che il velivolo stava stallando e consigliò di interrompere il decollo. Seguirono colloqui tra i componenti dell'equipaggio per decidere se continuare il decollo oppure interromperlo. Il comandante decise di interrompere il decollo. L'aereo rimase in volo 6 secondi raggiungendo una altitudine di 60 piedi prima di atterrare sulla pista. L'atterraggio fu molto pesante e l'aereo non riuscì a fermarsi prima della fine della pista uscendo verso destra. Una volta fermo vennero intraprese le procedure di evacuazione che si completarono in 2 minuti mentre il velivolo stava prendendo fuoco. I soccorsi arrivarono due minuti dopo lo schianto e le fiamme avevano già distrutto la parte posteriore del velivolo.
Grazie alle efficienti procedure di evacuazione non venne registrata alcuna vittima ma 9 feriti non gravi e un ferito grave. 

## Inchiesta
Per accertare la cause dell'incidente venne nominata una commissione di inchiesta presieduta dalla NTSB. Le indagini partirono con l'interrogatorio ai piloti e l'analisi del Flight Data Recorder (FDR) e Cockpit Voice Recorder (CVR). I piloti affermarono che durante il decollo sentirono l'allarme di stallo e l'attivazione dello stick shaker. L'analisi dell'FDR ha evidenziato che l'indicatore dell'angolo di attacco (AoA) di destra (N.2) non funzionava durante il decollo. L'AoA di sinistra registrava 14,4° all'avvio del motore e 26,3° durante il rullaggio; l'AoA di destra invece ha registrato 26,1° dall'inizio del rullaggio fino alla corsa di decollo e allo schianto. Gli investigatori allora analizzarono sia il sistema di attivazione dell'allarme di stallo che quello di misurazione dell'angolo di attacco. L'allarme di stallo si attiva in base ai dati provenienti dai sensori dell'AoA che sono montati su due sistemi diversi, uno per ogni pilota, a destra e a sinistra della fusoliera. I piloti assicurarono di aver eseguito la prova dell'impianto, ma questo test controlla solo l'elettronica del sistema e un eventuale errore ad uno dei sensori dell'AoA non viene rilevato. Vennero quindi eseguite delle prove tecniche sul sensore dell'AoA di destra che diedero esito negativo in quanto il sensore si era bloccato in 4 occasioni per 10 secondi circa per poi tornare a funzionare. L'NTSB riuscì a stabilire che l'origine del guasto era da attribuire alla bobina che controlla la posizione del rilevatore dell'angolo di attacco.
Nel registro di manutenzione del Lockheed incidentato era riportata una avaria risalente all'8 giugno 1992 quando un pilota, in decollo da JFK, riportò che l'avvisatore di stallo si accese senza nessun apparente motivo per un guasto allo "stall warning system 2". La manutenzione sostituì quindi il FCES "Flight Computer Electronic System" al cui interno è installato lo "stall warning system". Sempre dal registro di manutenzione risulta che il sensore destro dell'AoA era arrivato alla TWA a gennaio 1989 con una nota indicante una riparazione ai connettori del sensore poiché aveva dato errore in un test dello "stall warning system". Il sensore volò per 2.640 ore senza alcun problema, ma a partire dal 30 novembre 1989 venne riparato otto volte dal servizio di manutenzione della TWA. Il sensore venne montato sul Lockheed 1.467 ore di volo prima dell'incidente contemporaneamente alla sostituzione del FCES in seguito alla segnalazione del giugno 1992. Durante le indagini arrivò all'NTSB una lettera di un anonimo pilota di L-1011 che descriveva lo stesso inconveniente dell'8 giugno, cioè l'attivazione dell'avvisatore di stallo senza che ne sussistessero le condizioni. L'attivazione dell'avviso di stallo era quindi una conseguenza del malfunzionamento del sensore dell'angolo di attacco di destra, poiché il velivolo aveva sempre rispettato i limiti di sicurezza e l'analisi all'FDR ha dimostrato che non sussistevano le condizioni per l'attivazione dell'allarme di stallo.Secondo i dati raccolti l'aereo raggiunse la velocità di rotazione (158 KIAS) e il muso si sollevò di 12,6° con un ritmo di 2°/s. Successivamente, al raggiungimento dei 170 KIAS, il velivolo decollò da terra.
Le cause dell'incidente possono essere riassunte quindi da:
- Attivazione dell'avviso di stallo causata da un malfunzionamento del sensore dell'angolo di attacco e non da un reale pericolo
- Errata valutazione del comandante nell'interrompere il decollo malgrado avesse superato la V1
- Scarsa coordinazione tra i membri dell'equipaggio
- Il copilota dopo l'avviso di stallo premette in avanti la barra di comando
- Il comandante decise di interrompere il decollo riducendo la potenza dei motori e ritenendo la pista rimanente come sufficiente per l'arresto del velivolo
- L'aereo scese a 14 piedi/secondo contro i 6 piedi/secondo di limite strutturale
- Il malfunzionamento del sensore dell'angolo di attacco destro non poteva essere rilevato a terra
- Il sensore dell'AoA destro aveva accumulato 9 malfunzionamenti da quando era stato installato.

Le conclusioni della inchiesta furono comunque contestate, vedi http://www.twaflight843.com/investigation.html
L'aereo, ed in particolare il motore di destra, era già  in fiamme durante la corsa di decollo, prima che aereo iniziasse a decelerare.
Finché l'aereo rimase sulla pista, durante la decelerazione, non ci furono urti.
Solo alla fine della corsa,  a velocità ormai bassa,  l'aero deviò verso sinistra, sul prato, e dopo alcuni scossoni ruppe il carrello anteriore, inclinandosi in avanti.

## Conseguenze
In seguito all'evacuazione dell'aereo un solo passeggero riportò seri danni. Si tratta del rapper americano "Saafir" caduto dallo scivolo di emergenza che per i danni riportati alla schiena è costretto ad usare la sedia a rotelle.